# Ritterella vestita
Ritterella vestita är en sjöpungsart som beskrevs av C.S. Millar 1960. Ritterella vestita ingår i släktet Ritterella och familjen klumpsjöpungar. Inga underarter finns listade i Catalogue of Life.